# Войцеховський Богдан В'ячеславович
Богдан В'ячеславович Войцеховський (нар. 22 січня 1922 року, село Сорока (нині Вінницька область), Українська Соціалістична Радянська Республіка — пом. 21 серпня 1999 року, Графтон, штат Західна Віргінія, США) — радянський вчений-механік, який працював у галузі гідродинаміки і газової динаміки. Автор 20 відкриттів, 200 статей, 4 монографій, 100 авторських свідоцтв і більше 50 іноземних патентів. Академік РАН (1991), член-кореспондент Академії наук СРСР (1964). Лауреат Ленінської премії.

## Біографія
Народився 1922 року в сім'ї колишнього керуючого графським маєтком. Після смерті батька матері довелося відкрити невелике миловарне виробництво. Активно залучені до роботи старший брат-хімік і дядько — механік на борошномельної фабриці — можливо, вплинули на формування сфери інтересів майбутнього вченого. Закінчив середню школу в Києві в 1940 році. Школярем вже працював лаборантом в Індустріальному технікумі. У 1940 році був призваний до лав Червоної армії.
Після початку німецько-радянської війни пройшов короткострокову підготовку в училищі зв'язку і був направлений у діючу армію. Воював на Карельському і 4-му Українському фронтах як радист. Опанував за час війни іноземну мову. Демобілізувався зі збройних сил на Сахаліні навесні 1947 року.
У 1947 році Богдан Войцеховський вступив на фізико-технічний факультет (ФТФ) МДУ імені М. В. Ломоносова. Після перетворення ФТФ на Московський фізико-технічний інститут (МФТІ) було переведено до Московського механічного (пізніше — Інженерно-фізичного) інституту, який закінчив у 1953 році. У 1954 році захистив кандидатську дисертацію.
З 1951 року працював у наукових колективах під керівництвом академіка Михайла Лаврентьєва, який викокремив його ще студентом. У 1953 році почав працювати в Інституті точної механіки і обчислювальної техніки (м. Москва), старшим інженером. У 1954—1956 роках — у Всеросійському науково-дослідному інституті експериментальної фізики (м. Саров), старший інженер, після отримання наукового ступеня — старший науковий співробітник. У 1956—1958 роках Богдан Войцеховський працював завідувачем науково-дослідної лабораторії в МФТІ. Брав участь у дослідженнях з фізики вибуху.
Учасник організації Інституту гідродинаміки Сибірського відділення АН СРСР. З 1958 року — в Інституті гідродинаміки (Новосибірськ), завідувач лабораторією, завідувач відділом швидкоплинних процесів, заступник директора з 1965 по 1973 рік. Займався вирішенням завдань високошвидкісної гідродинаміки. Захистив докторську дисертацію на тему «Детонаційний спін і стаціонарна детонація» в 1961 році.
З 1959 року викладав у Новосибірському державному університеті, працював завідувачем кафедри фізики швидкопротікаючих процесів (1962—1973).
Залишаючись співробітником Інституту, в 1960-1970-х роках створив і очолив як науковий керівник і головний конструктор Спеціальне конструкторське бюро гідроімпульсної техніки, яке працювало на військову промисловість (завод «Маяк» та інші закриті підприємства).
З 1996 року Богдан Войцеховський проживав у США.
Дружина — Фаїна Федорівна, ветеран німецько-радянської війни.

## Наукова діяльність
Отримав фундаментальні результати з дослідження структури фронту детонації в газах; зокрема, Богдану Войцеховському належить експериментальне виявлення існування поперечних детонаційних хвиль, що пояснюють явище спінової детонації. Ним було також уперше — здійснено безперервне спалювання горючої газової суміші в детонаційній хвилі. Ці роботи були відзначені Ленінською премією і двома дипломами на відкриття.
У Спеціальному конструкторському бюро під керівництвом Войцеховського були створені високошвидкісні струмені (до 4 км/с) водомети, гідро-прессмолоти унікальної потужності, центрифуги для очищення рідких металів, прохідницькі комбайни з гідроударниками для руйнування гірських порід, гідроударники для бурових робіт, насоси високого тиску, вібросейсмоджерела, аеродинамічні стенди та інше.
У 1960-ті роки Богдан Войцеховський розробляв спільно з НДІ Сталі) методи динамічного захисту танкової броні від кумулятивних снарядів, але з ряду причин вони не були впроваджені в СРСР.
Вирішив ряд важливих технічних завдань: створив спеціалізований агрегат різання, який в даний час є основою промислового технологічного циклу регенерації палива відпрацьованих ТВЕЛів реакторів атомних електростанцій. Розробив ураганостійкі конструкції вітроустановок.
Займався проблемами атмосферної електрики; йому першому вдалося відтворити в лабораторних умовах об'ємно-заряджені хмари і показати їх зв'язок з явищем «вогнів Святого Ельма». Ці дослідження стали основою створення нової моделі кульової блискавки.

## Нагороди та премії
- Ленінська премія (1965)
- орден Леніна (1967)
- орден Вітчизняної війни 2-го ступеня (11.03.1985)
- 2 ордени Трудового Червоного Прапора (1956; 21.01.1972)
- орден «Знак Пошани» (30.06.1982)
- медаль «За відвагу» (25.11.1944)
- інші медалі
- Золота медаль імені академіка М. А. Лаврентьєва РАН (1993)